# Gazprom-RusVelo/2022
Deze pagina geeft een overzicht van de Gazprom-RusVelo-wielerploeg in 2022.

## Algemene gegevens
Algemeen manager: Renat Khamidulin
Hoofdploegleider: Dimitri Sedoen
Ploegleiders: Dmitri Konysjev, Aleksej Markov, Jevgeni Popov en Aleksandr Serov
Fietsmerk: LOOK

## Renners
| Naam               | Geboortedatum | Nationaliteit | Ploeg 2022                  |
| ------------------ | ------------- | ------------- | --------------------------- |
| Marco Canola       | 26-12-1988    | Italië        |                             |
| Giovanni Carboni   | 31-08-1995    | Italië        | Bardiani-CSF-Faizanè        |
| Nicola Conci       | 05-01-1997    | Italië        | Trek-Segafredo (tot 1-3)    |
| José Manuel Díaz   | 18-01-1995    | Spanje        | DELKO                       |
| Alessandro Fedeli  | 02-03-1996    | Italië        | DELKO                       |
| Pavel Kotsjetkov   | 07-03-1986    | Rusland       |                             |
| Michael Kukrle     | 17-11-1994    | Tsjechië      | Elkov-Kasper                |
| Eirik Lunder       | 09-06-1999    | Noorwegen     | Team Coop                   |
| Matteo Malucelli   | 20-10-1993    | Italië        | Androni Giocattoli-Sidermec |
| Denis Nekrasov     | 19-02-1997    | Rusland       |                             |
| Artjom Nytsj       | 21-03-1995    | Rusland       |                             |
| Andrea Piccolo     | 23-03-2001    | Italië        | Astana-Premier Tech         |
| Petr Rikoenov      | 24-02-1997    | Rusland       |                             |
| Kevin Rivera       | 26-06-1998    | Costa Rica    | Bardiani-CSF-Faizanè        |
| Ivan Rovny         | 30-09-1987    | Rusland       |                             |
| Christian Scaroni  | 16-10-1997    | Italië        |                             |
| Dmitri Strachov    | 17-05-1995    | Rusland       |                             |
| Nikolaj Tsjerkasov | 26-09-1996    | Rusland       |                             |
| Sergej Tsjernetski | 09-04-1990    | Rusland       |                             |
| Mathias Vacek      | 12-06-2002    | Tsjechië      |                             |
| Ilnoer Zakarin     | 15-09-1989    | Rusland       |                             |

### Vertrokken
| Naam                   | Geboortedatum | Nationaliteit | Ploeg 2022          |
| ---------------------- | ------------- | ------------- | ------------------- |
| Igor Bojev             | 22-11-1989    | Rusland       | gestopt             |
| Damiano Cima           | 13-11-1993    | Italië        | gestopt             |
| Imerio Cima            | 29-10-1997    | Italië        | gestopt             |
| Anton Koezmin          | 20-11-1996    | Kazachstan    | Almaty Cycling Team |
| Vjatsjeslav Koeznetsov | 24-06-1989    | Rusland       | gestopt             |
| Roman Kreuziger        | 06-05-1986    | Tsjechië      | gestopt             |
| Jevgeni Sjaloenov      | 08-01-1992    | Rusland       | gestopt             |
| Simone Velasco         | 02-12-1995    | Italië        | Astana Qazaqstan    |

## Overwinningen
| 1e etappe Ronde van Alanya Matteo Malucelli 6e etappe Ronde van de Verenigde Arabische Emiraten Mathias Vacek |

## Ingetrokken licentie
Naar aanleiding van de Russische invasie van Oekraïne in 2022 heeft de UCI op 1 maart 2022 de licentie van Gazprom-RusVelo ingetrokken. Dit als onderdeel van sancties tegen Rusland en Wit-Rusland. Sinds 1 maart 2022 zijn wel enkele renners uitgekomen in wedstrijden voor nationale selecties. Ook hebben renners het team verlaten. Manager Renat Khamidulin zoekt sinds 1 maart 2022 naar een oplossing voor de toekomst van de ploeg.
Alpecin-Deceuninck · B&B Hotels-KTM · Bardiani-CSF-Faizanè  · Bingoal Pauwels Sauces WB · Burgos-BH · Caja Rural-Seguros RGA · Drone Hopper-Androni Giocattoli · EOLO-Kometa · Equipo Kern Pharma · Euskaltel-Euskadi · Gazprom-RusVelo · Human Powered Health · Sport Vlaanderen-Baloise · Arkéa-Samsic · Team Novo Nordisk · Team TotalEnergies · Uno-X Pro Cycling Team
Canola · Carboni · Conci · Díaz · Fedeli · Kotsjetkov · Michael Kukrle · Lunder · Malucelli · Nekrasov · Nych · Piccolo · Rikoenov · Rivera · Rovny · Scaroni · Strachov · Tsjerkasov · Tsjernetski · Vacek · Zakarin
2012 · 2013 · 2014 · 2015 · 2016 · 2022